# Harald Heker
 (février 2013).
Harald Heker (né en Mars 1, 1958) est le chief executive officer de la GEMA,  une société de gestion des droits d'auteur allemande en Berlin et en Munich. 

## Biographie
Heker études de droit à l'Université de Munich et a obtenu son doctorat à l'Université de Fribourg-en-Brisgau. Il a également obtenu une diplôme à l'Université de Princeton. Le sujet de sa thèse était: La bataille juridique et technologique dans l'industrie de la musique. 
Il rejoint la GEMA en 2006, et est devenu le chief executive officer en 2007.